# Reinhold von Briesen
Amos Hermann Reinhold von Briesen (* 31. März 1805 in Grünberg in Schlesien; † 28. Juni 1882 in Wiesbaden) war ein preußischer Generalleutnant.

## Leben

### Herkunft
Reinhold war ein Sohn des preußischen Hauptmanns und Vize-Stadt- und Ratsdirektor von Grünberg Gottlob von Briesen (1763–1824) und dessen Ehefrau Karoline Friederike, geborene Ehrlich (1770–1809).

### Militärkarriere
Briesen besuchte das Berliner Kadettenhaus und wurde anschließend am 13. April 1823 als Sekondeleutnant dem 16. Infanterie-Regiment der Preußischen Armee überwiesen. 1829/32 diente er als Bataillonsadjutant, wurde 1836 zum Lehr-Infanterie-Bataillon kommandiert und Mitte Oktober 1836 zum Premierleutnant befördert. Im Jahr wurde Briesen mit seinem Regiment bei den Unruhen in Köln eingesetzt, um die öffentliche Ordnung wieder herzustellen. Bis Ende Januar 1844 avancierte er zum Hauptmann und Kompaniechef. In dieser Eigenschaft nahm er während der Märzrevolution an der Niederschlagung der revolutionären Unruhen in Köln, Düsseldorf und Elberfeld teil.
Unter Beförderung zum Major wurde Briesen am 15. März 1851 als Kommandeur des II. Bataillons in das 15. Landwehr-Regiment nach Bielefeld versetzt. Er stieg Mitte Oktober 1856 zum Oberstleutnant auf und war vom 23. Dezember 1856 bis zum 21. November 1858 als Bataillonskommandeur im 15. Infanterie-Regiment tätig. Anschließend beauftragte man ihn unter Stellung à la suite zunächst mit der Führung des 34. Infanterie-Regiments (2. Reserve-Regiment) in Mainz und ernannte ihn am 31. Mai 1859 als Oberst zum Kommandeur dieses Verbandes. In dieser Eigenschaft erhielt Briesen am 8. Dezember 1861 das Komturkreuz II. Klasse des Ordens Philipps des Großmütigen mit Schwertern. Daran schloss sich unter Stellung à la suite am 10. Februar 1862 eine Verwendung als Kommandeur der 22. Infanterie-Brigade in Breslau an. Er stieg am 17. März 1863 zum Generalmajor auf und erhielt am 10. April 1863 das Kommandeurkreuz II. Klasse des Ordens vom Zähringer Löwen. Unter Verleihung des Charakters als Generalleutnant wurde Briesen am 10. Februar 1866 mit Pension zur Disposition gestellt.
Bei der Mobilmachung anlässlich des Deutschen Krieges wurde er am 15. Juni 1866 dem Armeeoberkommando zur Verfügung gestellt und am 8. Juli 1866 als erster Kommandant nach Dresden geschickt. Am 20. November 1866 wurde er von seiner Stellung wieder entbunden und mit dem Stern zum Roten Adlerorden II. Klasse mit Eichenlaub ausgezeichnet. Er starb am 28. Juni 1882 in Wiesbaden.

### Familie
Briesen heiratete am 15. September 1830 in Düsseldorf Jeanette von Ammon (1806–1895), eine Tochter des Kriegs- und Domänenrates Johann Georg Ferdinand von Ammon († 1814). Das Paar hatte mehrere Kinder:
- Karl (1831–1910), preußischer Oberregierungsrat ⚭ Ida Strantzen (1842–1911)
- Reinhold (1833–1913), Eisenbahnsekretär a. D.
- Klara (1835–1920) ⚭ Rudolf von Rex (1817–1892), preußischer Generalleutnant
- Adolf (1837–1870), preußischer Hauptmann ⚭ 1865 Luise von Bredow (* 1848)